# Viviana Martínez-Tosar
Viviana Martínez-Tosar (* 1. August 1960 in Buenos Aires) ist eine argentinische Künstlerin, die heute in Berlin lebt.

## Leben
Nach einem Studium von Tanz-Choreographie und Notation begann Viviana Martínez-Tosar 1978 Visuelle Kunst und Bühnenbild in Buenos Aires zu studieren. Dieses Studium setzte sie an der Hochschule der Künste in Berlin fort. Seit 1982 hat sie ihre Arbeiten und Performances in Europa und Argentinien in zahlreichen Ausstellungen gezeigt.
Sie hat außerdem an einer Reihe von Gemeinschaftsausstellungen teilgenommen, darunter auch die Ausstellung Argentinier im Spiegel im Jahre 2001, die von der Botschaft der Republik Argentinien und des Goethe-Instituts veranstaltet wurde. Sie stellte dort gemeinsam mit argentinischen Künstlern wie Celia Caturelli, Miguel Rothschild, Patricia Pisani, Martín Mele, Alejandro Dhers, Pablo Castagnola und Pat Binder ihre Arbeiten aus.
Von 1996 bis 1997 war sie Mitglied der „Künstlergruppe KrypTonale“, einen Zusammenschluss von Künstlern, die Konzepte für interdisziplinäre raum- und architekturbezogene KlangKunstprojekte entwickeln wollen.
Sie ist heute als „Klangkünstlerin“ und Komponistin tätig und lebt im Künstlerhof Berlin-Buch.

## Ausstellungen
- Leere (6. Juni 1997 – 26. Juni 1997 Berlin-Prenzlauer Berg)[2]
- Aggregatzustand: Simple Constructions (21. August 1998 – 5. September 1998 Berlin-Kreuzberg)[3]
- Die schöne Gärtnerin (10. November 2000 – 8. Dezember 2000 Gemeinschaftsausstellung Goethe-Institut Lomé (Togo))[4]
- Die schöne Gärtnerin (15. Juni 2001 – 15. Juli 2001 Gemeinschaftsausstellung Galerie am Prater, Wien)[5]